# جو كارتر (لاعب كرة قدم أمريكية)
جو كارتر (بالإنجليزية: Joe Carter)‏ هو لاعب كرة قدم أمريكية أمريكي، ولد في 23 يوليو 1909 في دالهارت في الولايات المتحدة، وتوفي في 22 ديسمبر 1991.